# Ходовичи
Ходовичи (укр. Ходовичі) — село в Стрыйской городской общине Стрыйского района Львовской области Украины.
Население по переписи 2001 года составляло 893 человека. Занимает площадь 13,6 км². Почтовый индекс — 82428. Телефонный код — 3245.

## Известные уроженцы
- Колесса, Александр Михайлович (1867—1945) — украинский литературовед, языковед, общественно-политический деятель.
- Колесса, Иван Михайлович (1864—1898) — украинский фольклорист и этнограф.